# Ichthyocampus
Ichthyocampus es un género de pez de la familia Syngnathidae en el orden de los Syngnathiformes.

## Especies
Las especies de este género son:
- Ichthyocampus bikiniensis
- Ichthyocampus carce